# Trichostema ovatum
Trichostema ovatum là một loài thực vật có hoa trong họ Hoa môi. Loài này được Curran miêu tả khoa học đầu tiên năm 1885.